# Annette von Klier
Annette von Klier, auch Anette von Klier, (* 10. Juli 1963 in Berlin) ist eine deutsche Schauspielerin.

## Leben
Sie besuchte von 1969 bis 1981 in München die Volksschule und das Gymnasium. Nach einem einjährigen Auslandsaufenthalt absolvierte sie das Schauspielstudio Simone Emmerich und bildete sich im Jazztanz bei einer brasilianischen Tanzlehrerin aus. Nebenher arbeitete sie als Fotomodell.
Als nach einer geeigneten Partnerin von Jürgen Prochnow für den Film Der Bulle und das Mädchen gesucht wurde, entdeckte man sie zufällig auf einem Foto, und Annette von Klier erhielt die Hauptrolle. In dem von Peter Keglevic inszenierten Film spielte sie ein Mädchen aus der Hausbesetzer-Szene, das einen Polizisten betört.
Neben Rollen bei Film und Fernsehen arbeitet sie auch als Schnittassistentin, als Regisseurin von Showprogrammen sowie bei Kleinkunstbühnen. Sie lebt in Berlin.

## Filmografie
- 1984: Der Bulle und das Mädchen
- 1985: Blutsbande (Fernsehreihe Ein Fall für zwei)
- 1986: Ein bißchen was Schönes
- 1989: High Score (auch Drehbuch)
- 1990: Flug in die Nacht
- 1994: Dressiertes Huhn
- 1994: Wahlverwandtschaften
- 1994: Affären
- 2000: München – Geheimnisse einer Stadt
- 2001: Schuld und Liebe (Fernsehreihe Bella Block)
- 2000: Rave Macbeth – Nacht der Entscheidung
- 2003: Cappuccino zu dritt
- 2005: Fremde Haut
- 2007: Ossi’s Eleven[2]